# Anthene aurea
Anthene aurea är en fjärilsart som beskrevs av Bethune-Baker 1910. Anthene aurea ingår i släktet Anthene och familjen juvelvingar. Inga underarter finns listade i Catalogue of Life.